# Report Upon United States Geographical Surveys West of the One Hundredth Meridian, in Charge of First Lieut. Geo. M. Wheeler
Report Upon United States Geographical Surveys West of the One Hundredth Meridian, in Charge of First Lieut. Geo. M. Wheeler (abreviado Rep. U.S. Geogr. Surv., Wheeler) es un libro con ilustraciones y descripciones botánicas que fue escrito por el botánico estadounidense Sereno Watson junto con Joseph Trimble Rothrock y publicado en Washington D. C. en 1878.